# OR5AP2
OR5AP2 (англ. Olfactory receptor family 5 subfamily AP member 2) – білок, який кодується однойменним геном, розташованим у людей на 11-й хромосомі. Довжина поліпептидного ланцюга білка становить 316 амінокислот, а молекулярна маса — 35 508.
| 10         |  | 20         |  | 30         |  | 40         |  | 50         |
| ---------- |  | ---------- |  | ---------- |  | ---------- |  | ---------- |
| MRLMKEVRGR |  | NQTEVTEFLL |  | LGLSDNPDLQ |  | GVLFALFLLI |  | YMANMVGNLG |
| MIVLIKIDLC |  | LHTPMYFFLS |  | SLSFVDASYS |  | SSVTPKMLVN |  | LMAENKAISF |
| HGCAAQFYFF |  | GSFLGTECFL |  | LAMMAYDRYA |  | AIWNPLLYPV |  | LVSGRICFLL |
| IATSFLAGCG |  | NAAIHTGMTF |  | RLSFCGSNRI |  | NHFYCDTPPL |  | LKLSCSDTHF |
| NGIVIMAFSS |  | FIVISCVMIV |  | LISYLCIFIA |  | VLKMPSLEGR |  | HKAFSTCASY |
| LMAVTIFFGT |  | ILFMYLRPTS |  | SYSMEQDKVV |  | SVFYTVIIPV |  | LNPLIYSLKN |
| KDVKKALKKI |  | LWKHIL     |  |            |  |            |  |            |

A: Аланін

C: Цистеїн

D: Аспарагінова кислота

E: Глутамінова кислота

F: Фенілаланін

G: Гліцин

H: Гістидин

I: Ізолейцин

K: Лізин

L: Лейцин

M: Метіонін

N: Аспарагін

P: Пролін

Q: Глутамін

R: Аргінін

S: Серин

T: Треонін

V: Валін

W: Триптофан

Кодований геном білок за функціями належить до рецепторів, g-білокспряжених рецепторів, білків внутрішньоклітинного сигналінгу. 
Локалізований у клітинній мембрані, мембрані.